# 三美神 (クラナッハ)
『三美神』（さんびしん、仏: Les Trois Grâces、英: The Three Graces）は、ドイツのルネサンス期の画家ルーカス・クラナッハ (父) が1516年に制作したブナの木板上の油彩画である。作品は、2010年にパリのルーヴル美術館により購入された。画家が1530年と1535年に制作した別のヴァージョンがそれぞれ個人コレクションとネルソン・アトキンス美術館 (カンザス・シティー) に所蔵されている。

## 来歴
本作は個人コレクションであったが、海外で売却されることが危惧されるにおよび、「国家財産」(輸出禁止対象となる) として宣言された。所有者が作品のために要求した金額は400万ユーロで、この額は2011年の1月末までに調達される必要があった。4分の3の金額はルーヴル美術館所有の資金、そして、2つのフランスの企業からの寄付により賄われた。
残りの100万ユーロを募金するキャンペーンが、「Tous mécènes (誰もが芸術の庇護者)」のテーマのもとに2010年11月13日に開始された。 このキャンペーンは大成功し、約7,000人が寄付をした。2010年12月17日に必要な全額が調達され、ルーヴル美術館は作品を購入した。2011年に最初に公開され、収蔵品番号「RF 2011-1」が付与された。

## 作品
本作の主題は「三美神」である。「カリテス」とも呼ばれる「三美神」は、「美」と「雅」の女神であり、古代より女性美の理想であるとされてきた。しかし、本作の三美神はルネサンス期の女性の姿に近く、彼女たちが身に着けている宝石は当時の高級売春婦を思わせる。
作品の三美神が通常の三美神の描き方と異なっているのは、それぞれ前、横、後ろを向いた3人の不自然なポーズである。中央の女神は透明なベールをあだっぽく持ち上げ、そのベールは典型的な「ウェヌス・カッリピュゴス (美しいお尻のヴィーナス)」のポーズをとる左横の女神の太腿にかかっている。右側の女神の曲げた片脚と流れるような長い髪は挑発的である。こうした特徴から、本作は美術愛好家が私的な空間で楽しむために依頼したものだと想定される。

## クラナッハの『三美神』

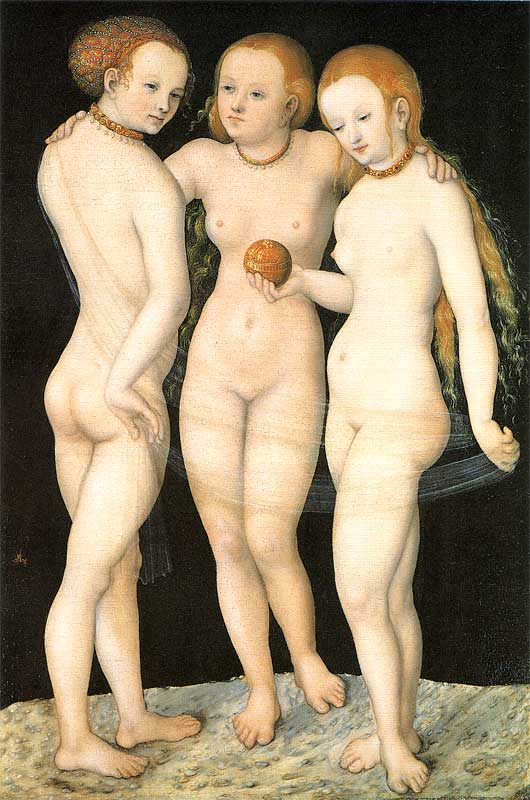
『三美神』 (1530年)  個人コレクション
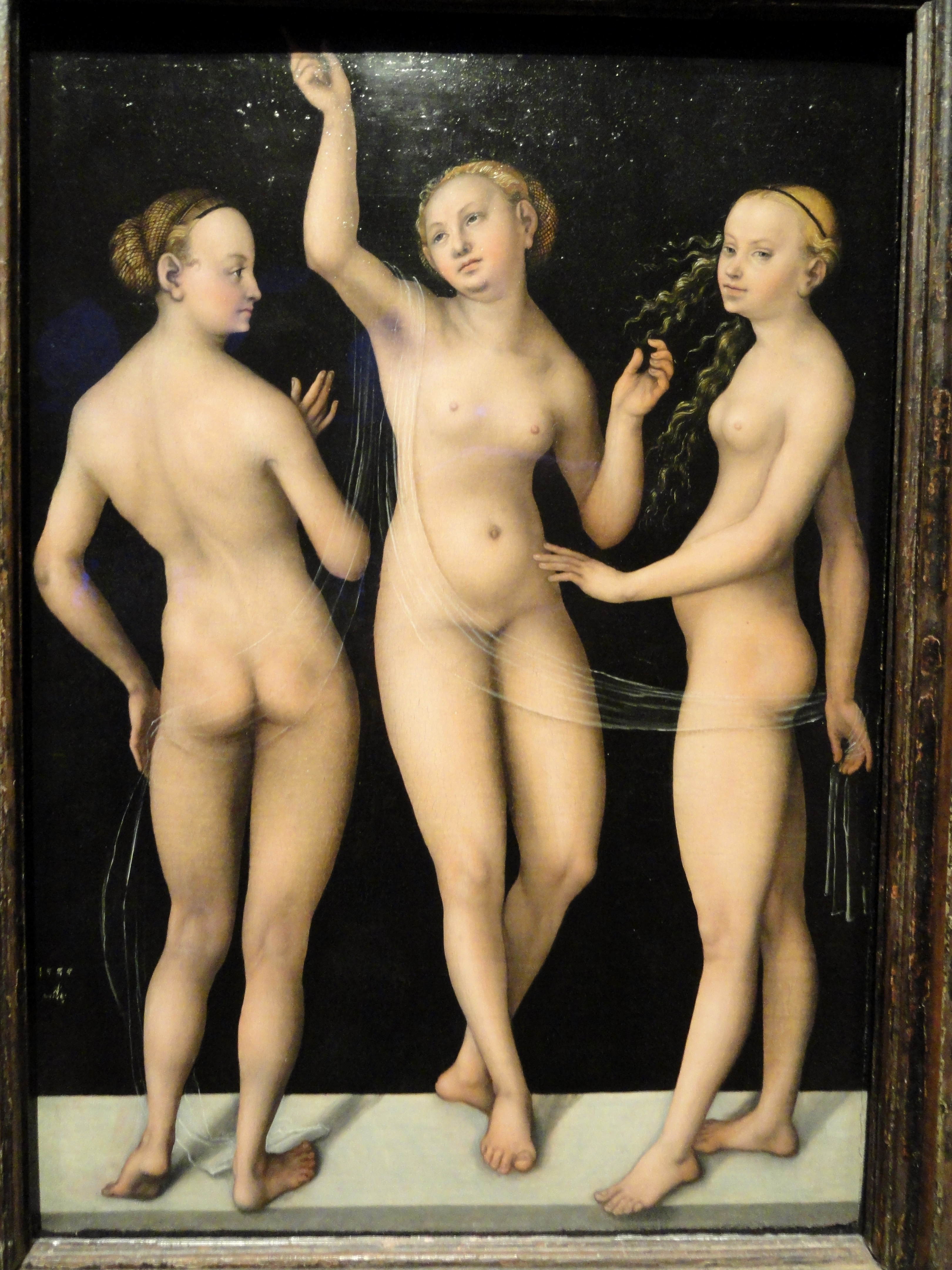
『三美神』 (1535年) ネルソン・アトキンス美術館 (カンザス・シティー)